# Dick Tracy (film)
Dick Tracy är en amerikansk actionkomedifilm från 1990, regisserad av Warren Beatty som också spelar titelrollen. Filmen är baserad på den tecknade serien Dick Tracy av Chester Gould.
Filmen hade biopremiär i USA den 15 juni 1990.

## Rollista i urval
| Warren Beatty      | – Dick Tracy                 |
| Al Pacino          | – Alphonse "Big Boy" Caprice |
| Madonna            | – Breathless Mahoney         |
| Glenne Headly      | – Tess Trueheart             |
| Charlie Korsmo     | – The Kid                    |
| Seymour Cassel     | – Sam Catchem                |
| Michael J. Pollard | – Bug Bailey                 |
| Charles Durning    | – polischef Brandon          |
| Dick Van Dyke      | – åklagare Fletcher          |
| Frank Campanella   | – domare Harper              |
| Dustin Hoffman     | – Mumbles                    |
| William Forsythe   | – Flattop                    |

## Om filmen
Dick Tracy belönades med tre stycken Oscars för Bästa sång ("Sooner or Later"), Bästa smink, och Bästa scenografi.

### Fotnoter
1. ↑  ”Dick Tracy” (på engelska). Box Office Mojo. 15 juni 1990. http://www.boxofficemojo.com/movies/?id=dicktracy.htm. Läst 28 augusti 2016.